# Vérité scientifique
Pour les articles homonymes, voir Vérité (homonymie).
Une vérité scientifique est une proposition construite par un raisonnement rigoureux, et vérifiée par l'expérience. Pour cette raison, elle est réutilisable par d'autres scientifiques, qui pourront à partir d'elle énoncer d'autres propositions de ce type.
La vision d'une vérité scientifique « pure » doit néanmoins être tempérée : les propositions reposent souvent sur des consensus établis par convention sur des questions pour lesquelles il n'y a pas assez d'éléments pour répondre. Différentes affirmations peuvent faire l'objet d'une controverse scientifique en attendant qu'un élément nouveau tranche définitivement.
L'idée que la science permette d'accéder à une forme de vérité est présente aussi bien chez les philosophes que chez les scientifiques. Ainsi, le sous-titre du Discours de la méthode de René Descartes est « pour bien conduire sa raison, et chercher la vérité dans les sciences ».
La vérité scientifique, pour mériter ce nom, ne doit pas dépendre d'une idéologie (cf. l'exemple emblématique de la controverse fameuse soulevée par les travaux de Lyssenko).

## Validité du concept
Les débats que connait au XXe siècle la philosophie des sciences laisse apparaitre différentes positions. Certains soulignent les aspects humains de l'obtention d'un consensus en science et relativisent de ce fait en cause la vision idéalisée d'une science faisant peu à peu la lumière sur le monde. D'autres pointent que l'interprétation de plus en plus difficile des théories et des faits conduit à une vision opérationnaliste de la science, loin des notions d'ontologie et de vérité absolue. À l'inverse, d'autres encore, restent attachés à la notion de réalité et à une vision objective de la vérité en sciences.
En pratique, les chercheurs, par pragmatisme, continuent d'agir en acceptant comme vrai ce qu'ils trouvent par la méthode scientifique, ou du moins en traitant les résultats comme vrais, même s'ils n'emploient pas forcément cette terminologie.
La vulgarisation scientifique, dont l'essor est croissant, occulte les nuances et les précautions nécessaires : dans son effort d'initiation et de diffusion de la culture générale scientifique, l'information scientifique distribuée traite comme des vérités incontestables les modèles dès lors qu'ils ne font plus débat au sein de la communauté scientifique. Par exemple, la proposition - d'ailleurs approximative - « La Terre tourne autour du Soleil » est présentée comme vraie dans les médias à destination du grand public, sans que soient explicitées davantage les raisons pour lesquelles les physiciens considèrent le système héliocentrique comme plus « vrai » que le système géocentrique.

## Production de la «vérité scientifique»

### Vérité issue de l'expérience
Les faits que les scientifiques peuvent tenir pour « vrais » sont les résultats bruts des expériences.
Leurs interprétations, en revanche, ne peuvent être immédiatement tenues pour vraies. Il s'agit d'un choix possible suivant les critères de la méthode scientifique.
Enfin, il est possible de prouver par l'expérience qu'une théorie est fausse, mais il est à l'inverse impossible de prouver qu'elle est absolument et définitivement vraie. La vérité scientifique peut toujours être remise en question et Einstein a démontré cette absence d'imprescriptibilité en montrant que la Relativité galiléenne est incomplète et approximative, en la généralisant en Relativité restreinte, elle même incomplète et approximative dans le cas général de la Relativité générale.

### Vérité formalisée par les constructions logiques
La science fait appel à des raisonnements logiques pour passer d'une affirmation à une autre, parfois exclusivement par la logique mathématique. Au sein d'un modèle, on doit tenir pour vraies certaines propositions à partir du moment où on en a admis d'autres. Par exemple, il est impossible de tenir l'intégralité de la Relativité restreinte pour vraie si l'on affirme que E=4*mc² (au lieu de E=mc²), car cette affirmation est incohérente logiquement avec les autres affirmations de la relativité restreinte.

### Vérité décrite par les théories et modèles
Un ensemble de faits expérimentaux doit recevoir une explication. La méthode scientifique donne des critères pour qu'une théorie prétendant expliquer ces faits soit fiable.
C'est à ce niveau-là que l'affirmation selon laquelle la science fait accéder à une forme de vérité est critiquée.

## Domaines d'application

### Dans les sciences déductives

#### Valeurs
Une proposition exprime une pensée ; elle contient des mots qui renvoient à des concepts, elle a une structure interne, mais en même temps, elle forme un tout : dès qu'elle exprime la pensée, elle l'unifie, en ce sens qu'elle appelle de la part du récepteur une option qui prend la forme d'une acceptation ou d'un refus. De là les deux possibilités de la logique classique : une proposition est vraie ou fausse. On[Qui ?] pourrait objecter que le schéma binaire vrai-faux n'est pas pertinent du fait qu'il n'y a pas que des chats blancs et des chats noirs, mais beaucoup de chats de couleurs diverses. Ce serait oublier que le faux s'oppose au vrai non comme le noir s'oppose au blanc, mais comme le non-blanc s'oppose au blanc. Cependant, cette dichotomie vrai-faux pourrait être contestée d'un autre point de vue : que se passe-t-il si la réponse à la question posée n'est pas connue ? On a vu plus haut quelle était la position de Bertrand Russell : la vérité des choses est indépendante de nos moyens de les atteindre. Ce n'est pas l'avis des intuitionnistes tel Roger Apéry, qui refuse en particulier d'appliquer le principe du tiers exclu aux objets mathématiques infinis.
Un autre problème a été soulevé depuis les Grecs : certaines propositions ne peuvent sans paradoxe se voir attribuer une valeur de vérité. La plus connue est sans doute le paradoxe du menteur : « Cette phrase est fausse » (où l'expression « cette phrase » désigne l'affirmation elle-même). Il existe des variantes plus sophistiquées et connues de ce paradoxe, qui, convenablement formalisé, a donné naissance aux célèbres théorèmes d’incomplétude de Gödel.

#### Traitement des fonctions de vérité
À l'époque moderne, Boole, Schröder et Frege, parmi d'autres, s'attachèrent à dégager des structures.; Boole fut le premier à écrire la logique en symboles maniables ; il avait en vue une algébrisation du langage dans ce contexte sans cependant se préoccuper outre mesure des fondements. Frege interpréta tout connecteur comme une fonction, inventant en 1879 le terme fonction de vérité » pour signifier qu'en logique propositionelle, la valeur de vérité d'un énoncé composé ne dépend que des valeurs des énoncés simples à partir desquels il est formé, et non du contenu. En d'autres termes, les connexions sont utilisées au sens matériel ; car Frege avait ressuscité le conditionnel philonien dont il avait découvert l'efficacité.

#### Sémantique et syntaxe
Quand on tente d’expliquer le sens d’une expression, on emploie nécessairement d’autres expressions. Ainsi, dans un cadre purement déductif, il est impossible que tous les mots d’une théorie puissent recevoir une définition ; au début d’une théorie, il y a nécessairement des termes premiers. On peut d’ailleurs observer que c’est là une affaire de choix : il serait erroné de croire que certaines expressions ne peuvent en aucune manière se définir. D’autre part, une fois les termes premiers choisis, il faut une méthode pour construire les énoncés, et des règles de déduction ; cela constitue la syntaxe.
Une « réalisation » d'un langage du premier ordre, ou encore structure pour ce langage, associe un élément sémantique - individu, relation ou fonction - à chaque élément syntaxique - respectivement symbole d'individu, symbole de prédicat ou signe fonctionnel. Une formule est dite « valide » dans une structure si elle est satisfaite - donne donc lieu à un énoncé vrai - pour tous les individus de la structure.
Un « modèle » d'un ensemble de formules est une structure qui rend valide chaque formule de l'ensemble (voir théorie des modèles). Une théorie est un ensemble de formules; si elle a un modèle, elle est dite « compatible ». Une formule est « universellement valide » si elle est valide dans toute réalisation du langage sur lequel elle est construite. La question de savoir si tout énoncé sémantiquement vrai est syntaxiquement démontrable, ainsi que la possibilité ou non d'effectuer un test automatique de vérité ou de fausseté, dépendent de la théorie concernée.

#### Quine et nominalisme

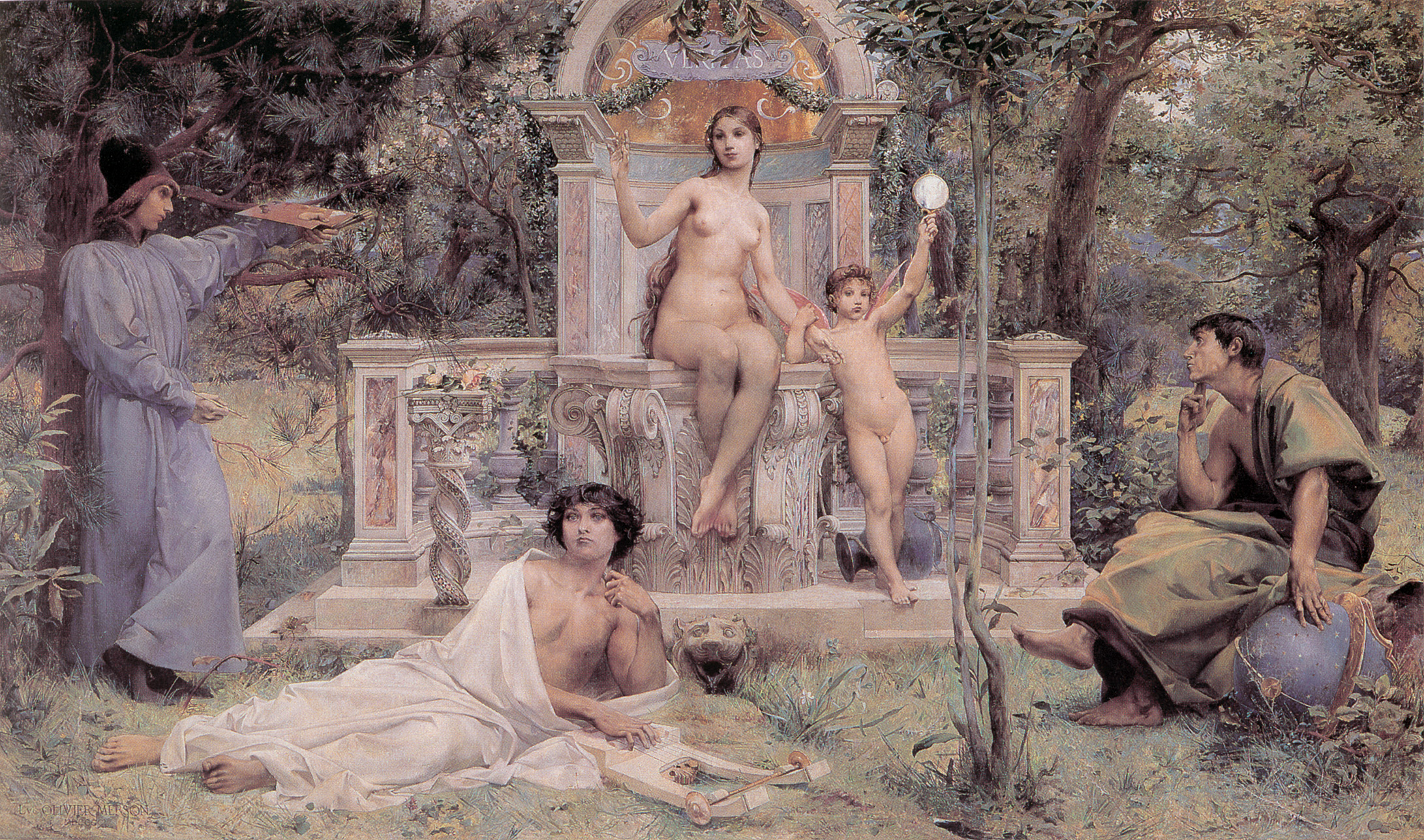
La Vérité (1901), œuvre de Merson.

Quine introduit des schémas ou modèles d'énoncés qui jouent en sémantique un rôle analogue à celui que d'autres auteurs font jouer aux « formules » de la syntaxe. Les énoncés sont des instances particulières de ces schémas, ils en résultent par substitution, la même expression étant substituée à toutes les occurrences d'une même lettre. Ainsi, il peut arriver qu'un énoncé soit vrai en raison de sa structure logique seulement, par exemple :

« S'ils drainent l'étang mais ni ne rouvrent la route ni ne draguent le port ni n'assurent aux montagnards un marché, et par contre s'assurent à eux-mêmes un commerce actif, alors on aura eu raison de dire que s'ils drainent l'étang et rouvrent la route ou s'ils draguent le port ils assureront aux montagnards un marché et à eux-mêmes un commerce actif. »

— W.V.O. Quine Méthodes de logique
Malgré les apparences, c'est en effet une lapalissade, comme l'on s'en assurera sans peine, son schéma est du type : Si P et non-Q et non-R et non-S et T, alors [(P et Q) ou R] seulement si (S et T). Quine qualifie de tels schémas de « valides ». Il nomme « implication » un conditionnel valide; donc, chez lui, « implication » et « conditionnel » ne sont pas synonymes ; mais on retrouve bien le même concept de validité, implémenté différemment de la théorie classique.
Cette primauté de la sémantique provient de la philosophie nominaliste de Quine : les schémas sont des mannequins - « dummies » - qui n'appartiennent pas à un langage-objet ; les valeurs de vérité ne sont pas des objets abstraits mais des manières de parler des propositions vraies et des propositions fausses ; ces dernières sont les énoncés déclaratifs eux-mêmes plutôt que des entités invisibles cachées derrière eux.

### Dans les sciences naturelles

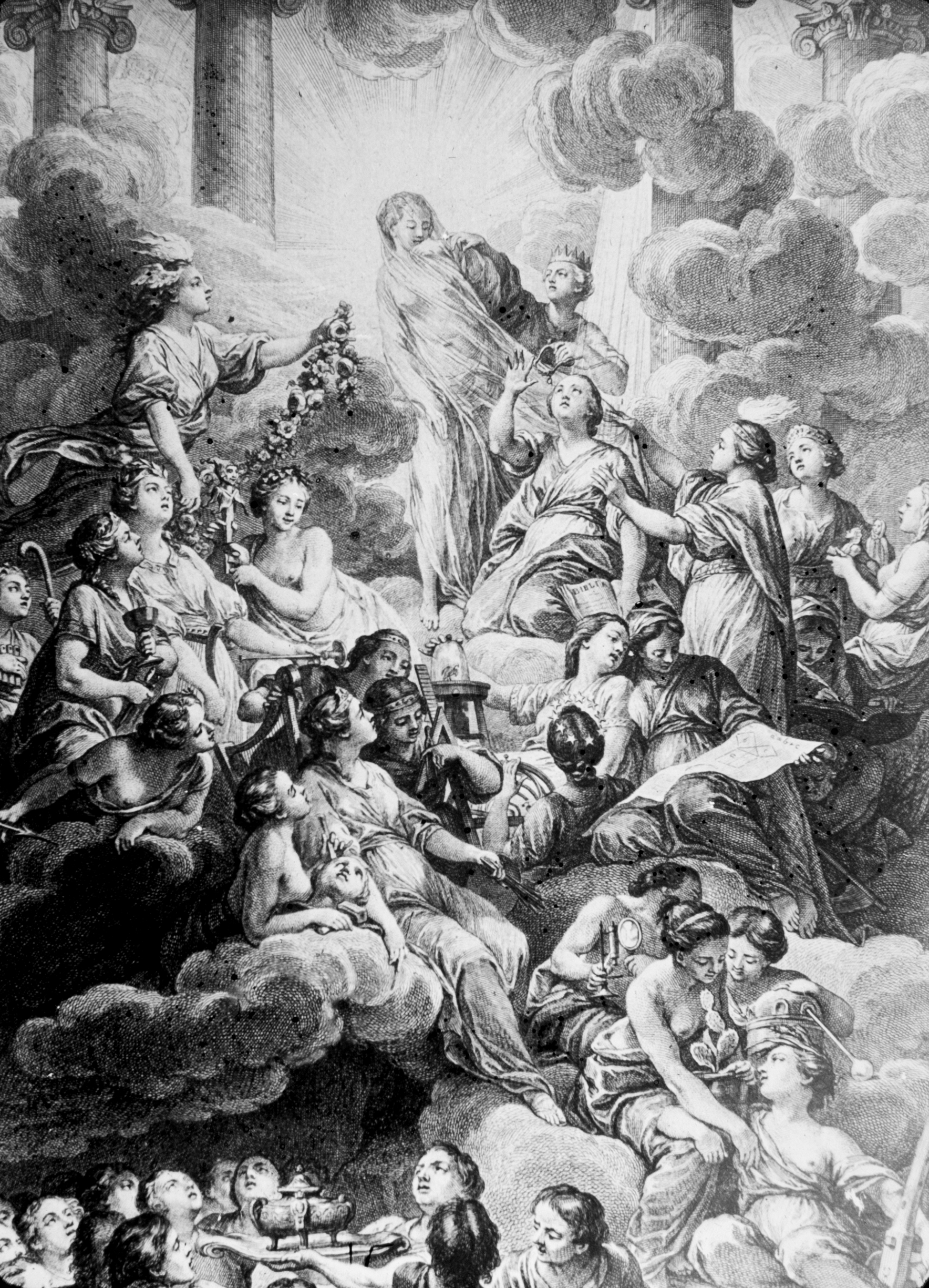
Fragment du frontispice de l’Encyclopédie de Diderot et d’Alembert : on y voit la Vérité rayonnante de lumière ; à droite, la Raison et la Philosophie lui arrachent son voile (peint par Charles-Nicolas Cochin et gravé par Benoît-Louis Prévost en 1772

#### Point de vue pragmatique
Les applications utiles que l'on peut tirer des théories scientifiques en sont une vérification partielle et indirecte. Une théorie n'est pas « vraie » dans ce sens seulement qu'elle est matériellement utile : c'est plutôt qu'on ne pourrait en tirer aucune application utile si elle ne contenait pas une part de vérité.

#### Vérification, réfutation et corroboration
Selon un point de vue répandu, les sciences empiriques se caractérisent par le fait qu'elles utilisent ou devraient utiliser des méthodes inductives, partant de propositions singulières pour aboutir à des propositions universelles. Cependant, prise à la lettre, une telle extrapolation induit des risques d'erreur : peu importe le nombre de cygnes blancs que l'on a observés, rien ne pourra nous permettre d'affirmer que tout cygne est nécessairement blanc ; aussi Reichenbach adoucit-il cette prétention en avançant que les énoncés scientifiques ne peuvent atteindre que des degrés continus de probabilité dont les limites supérieure et inférieure, hors d'atteinte, sont la vérité et la fausseté. Karl Popper conteste cette approche.
À défaut de pouvoir prouver une théorie, on peut s'attacher à la réfuter. La théorie est corroborée si elle réussit les tests de réfutation. À la « logique inductive » et ses degrés de probabilité, Popper oppose ce qu'il appelle une méthode déductive de contrôle. Popper croyait à la vérité absolue comprise comme une catégorie logique ; il ne croyait pas que notre science puisse l'atteindre, ni même qu'elle puisse accéder à une probabilité du vrai ; en fait, il alla jusqu'à douter qu'elle constitue une connaissance : « La science n'est pas un système d'énoncés certains ou bien établis, non plus qu'un système progressant régulièrement vers un état final. Notre science n'est pas une connaissance - épistêmê - : elle ne peut jamais prétendre avoir atteint la vérité ni même l'un de ses substituts, telle la probabilité. » Par là, Popper s'oppose directement aux « pragmatistes », qui définissent la vérité scientifique en termes de « succès » d'une théorie.
Et cependant, il ne doutait pas que cette Vérité existât quelque part. Il s'appuie pour cela sur les travaux de Tarski concernant la validité et les modèles, en particulier le concept de « fonction propositionnelle universellement valide » qui aboutit à l'existence d'énoncés vrais dans tous les mondes possibles. Il en donne une traduction dans le domaine des sciences de la nature : « On peut dire qu'un énoncé est naturellement ou physiquement nécessaire si et seulement si on peut le déduire d'une fonction propositionnelle satisfaite dans tous les mondes qui ne diffèrent de notre monde, s'ils en diffèrent, qu'eu égard à des conditions initiales. »

#### Thomas Kuhn et les paradigmes
L'activité scientifique normale, selon Thomas Kuhn, est fondée sur la présomption que la communauté scientifique sait comment est constitué le monde. Aussi a-t-elle tendance à occulter toute nouveauté propre à ébranler ses convictions de base. Quand les spécialistes ne peuvent ignorer plus longtemps de telles anomalies, alors commencent les investigations extraordinaires qui les conduisent à un nouvel ensemble de convictions : c'est ce que Kuhn nomme une révolution scientifique. Ainsi le développement historique de la science est-il fait d'alternances entre ce que Kuhn appelle des « périodes de science normale » où le savoir est cumulatif à l'intérieur d'un système conceptuel donné ou paradigme, et de « périodes révolutionnaires » qui voient s'opérer les changements de paradigme.
Les paradigmes sont extrêmement résistants. On pourrait s'attendre à ce qu'il suffise d'une seule preuve pour rendre fausse une théorie ; pour Kuhn cependant, l'observation du comportement de la communauté scientifique montre que face à une anomalie, les savants préféreront toujours élaborer de nouvelles versions et des remaniements ad hoc de leur théorie. On ne dit jamais qu'un paradigme est faux avant de l'avoir remplacé par un autre.
Ainsi, l'acte de jugement qui conduit les scientifiques à rejeter une théorie antérieurement acceptée est toujours fondé sur quelque chose de plus qu'une comparaison de cette théorie avec le monde.

## Débats contemporains

### Définir ce qui est vrai par affirmation ou par négation?
En principe, la démarche scientifique retient la théorie la plus simple rendant correctement compte de tous les faits observés.
Historiquement, les théories s'imposent parce qu'elles marquent les esprits par la justesse de leurs prédictions. Aura un effet assez convaincant une expérience jamais faite dont la nouvelle théorie prédit un résultat inimaginable avant sa publication.
Le philosophe des sciences Karl Popper a objecté que si un nombre arbitraire de prédictions pouvaient être dites "justes", alors ce serait vraisemblablement une prédiction "fausse" qui amènerait à trancher. C'est donc un biais de confirmation d'hypothèse de penser qu'une théorie est juste si on a observé un grand nombre de situations la confirmant (voir aussi Paradoxe de Hempel). Se voulant conséquent, Popper a proposé de renoncer à prétendre confirmer une théorie, et d'accepter de dire qu'une vérité est scientifique quand il est possible de la réfuter.
En pratique, le fait de pouvoir être réfutée est souvent retenu comme critère pour juger du caractère scientifique d'une théorie, mais, aussi malhonnête que cela puisse paraître, une théorie n'est pas pour autant toujours considérée comme fausse même après avoir été contredite. D'abord, parce qu'une théorie ayant "fait ses preuves" réclame des indices très forts contre elle. En effet, si une expérience contredit une théorie tenue pour fiable, l'erreur possible dans cette expérience sera étudiée en premier lieu.

### Question des «données scientifiques»
Le principe de « vérité scientifique » nécessite que la science s'appuie sur des faits et des données vérifiables et reproductibles, et donc sur des données au sens statistique explorées via l'analyse des données en cherchant à limiter les biais d'interprétation. Avec l'avènement de l'informatique, ces données sont de plus en plus utilisées sous forme de données au sens informatique, organisées en bases de données, et étudiées via le traitement de données et la modélisation de données. Néanmoins, les erreurs scientifiques ou les fraudes sont encore relativement fréquentes (au début des années 2010, le nombre d'articles scientifiques a beaucoup grandi par rapport au XXe siècle, et le nombre de données acquises augmenterait d'environ 30 % par an, avec une forte augmentation depuis 2011 (grâce aux progrès de l'informatique et des outils d'acquisition automatique de données), mais le nombre d'articles scientifiques retirés pour suspicion ou preuves de fraude ou insuffisante vérifiabilité a été multiplié par 5 de 1990 à. Et un volume de données équivalent à 1,5 trillions de dollars pourraient être facilement perdues car mal sécurisées.
La production et l'utilisation de données ouvertes ont permis l'apparition de processus de sciences ouvertes, de sciences participatives et/ou « citoyennes ».
La science peut produire ses propres jeux de données et aussi utiliser la donnée publique ou des données produites par divers opérateurs et commercialisées. Parmi les milliards de donnés produites, une grande partie des données scientifiques se perd et doit à nouveau être acquise par d'autres. Les nouveaux outils informatiques et l'open data devraient permettre de mieux utiliser, stocker, trier, catégoriser et hiérarchiser les données scientifiques pour de futures utilisations, grâce notamment à des processus de gestion des données de référence et de référentiels internationaux de données stockées dans des bases de données interopérables, éventuellement ouvertes et collaboratives (Wikidata par exemple). Des processus plus ouverts permettent aussi de détecter mieux et plus tôt les erreurs, biais ou fraudes scientifiques qui sont encore nombreuses ou de pousser les auteurs d'études à rendre leurs données plus vérifiables (Selon les auteurs du programme Projects, 54 % des données utilisées par les scientifiques sont encore "invérifiables").
Les collectivités pourvoyeuses ou organisatrices de fonds et programmes de Recherche et les agences de financement (ex : NIH, MRC et Wellcome Trust aux États-Unis, certaines institutions telle l'Union européenne, etc.) commencent depuis les années 2010 environ à exiger des publications ouvertes, une meilleure gestion et valorisation des données financées par elles, avec par exemple une « Déclaration sur l’accès aux données de la recherche financée sur fonds publics », voire des plans de gestion des données en contrepartie de leurs financements. En Europe, dans le domaine de l'information cartographique et de l'information environnementale, la Directive Inspire et la déclinaison de la convention d'Aarhus ont aussi institué certaines obligations de libre accès à l'information et à certaines données (anonymisées et ne mettant pas en péril la sécurité nationale ou des espèces protégées). Une plate-forme en ligne de stockage sécurisé de données scientifiques (Figshare) permet de sauvegarder des figures scientifiques, avec plus d'un million de figures ainsi "sauvées" début 2014.

### Variantes épistémologiques
La définition donnée en introduction est l'acceptation communément admise du terme « vérité scientifique ». Cependant, d'un point de vue philosophique, certains épistémologues et scientifiques donnent un sens plus fort ou, au contraire, plus faible au concept de vérité scientifique.
Karl Popper, notamment, défend que les théories scientifiques peuvent converger vers une connaissance « plus vraie » du monde. Le concept de « vérité scientifique » est associé à une position « réaliste » et au concept de « connaissance objective ». L'adéquation aux faits n'est alors plus qu'une condition nécessaire à la vérité scientifique (et non plus suffisante) : la théorie ou l'affirmation scientifique doit correspondre à la réalité objective pour être qualifiée de « vérité ».
On retrouve également cette position chez René Thom, selon lequel la science moderne s'essouffle car les savants appellent vérité ce qui n'est que succès technique, la science devenant ainsi un « cimetière de faits ». Une authentique "vérité scientifique" a, selon Thom, une vertu explicative et une fécondité à engendrer d'autres vérités dont ne dispose pas une vérité uniquement fondée sur les faits : « Je crois que l'expérimentation par elle-même ne peut guère conduire à des progrès […] La théorisation, pour moi, est liée à la possibilité de plonger le réel dans un virtuel imaginaire, doté de propriétés génératives, qui permettent de faire des prévisions ».
Le concept de "vérité scientifique" est donc associé à la possibilité de donner une signification à une théorie scientifique : « Ce qui limite le vrai, ce n'est pas le faux, c'est l'insignifiant ».

## Science contre idéologie
Dans le roman 1984 de George Orwell, le parti au pouvoir a incorporé dans son idéologie le principe suivant : la vérité scientifique n'a de valeur que pour les seuls usages scientifiques. L'exemple donné est le suivant : dans l'idéologie du parti, la Terre est au centre de l'univers (parce que cela concorde mieux avec l'image qu'il souhaite donner de l'Humanité). La vérité officielle est que la Terre est au centre de l'univers. La vérité scientifique est que la Terre tourne autour du Soleil. Mais bien que les scientifiques doivent connaître la vérité scientifique pour l'employer dans leurs calculs, ils ne perçoivent pas de contradiction avec la vérité officielle.
Cette situation a réellement eu lieu à la fin du XVIe siècle, et Orwell s'en est probablement inspiré : l'église catholique, devant les avancées de l'héliocentrisme, a stipulé l'équivalence des hypothèses de l'héliocentrisme et du géocentrisme. L'héliocentrisme est alors toléré comme « une simple hypothèse de travail », simplifiant éventuellement les calculs, et ne remettant aucunement en cause le géocentrisme considéré comme la vérité officielle.
Cette position représente une intrusion de l'idéologie dans la détermination de la vérité scientifique, ce qui n'est pas acceptable : les astrophysiciens peuvent établir des modèles qui ne servent qu'à faire des prédictions (c'est ce que Copernic disait faire), ou, au contraire, établir des modèles justifiés par d'autres éléments (Galilée avait fait des observations de réflexions de la lumière du Soleil incompatibles avec un modèle où le Soleil et les planètes tournent autour de la Terre). Une proposition traitant des sciences et relevant d'un choix idéologique ne peut avoir statut de vérité "objective" si elle est invérifiable par la méthode scientifique et encore moins si la vérité scientifique lui est contraire. De plus, les vérités scientifiques restent vraies une fois sorties du laboratoire, le ciel des astrophysiciens étant le même que celui des non-physiciens.